# 岐阜県立土岐商業高等学校駄知分校
岐阜県立土岐商業高等学校駄知分校（ぎふけんりつときしょうぎょうこうとうがっこうだちぶんこう）とは、かつて岐阜県土岐市にあった公立の定時制高等学校の分校。

## 概要
岐阜県立土岐商業高等学校の夜間定時制の分校であった。県立高等学校の分校であったが、設置者は土岐市であった。
1960年（昭和35年）、土岐商業高等学校陶南分校に統合され廃校。

## 沿革
- 1950年（昭和25年）4月10日 - 土岐郡駄知町に土岐郡中央高等学校の分校として駄知町立土岐郡中央高等学校駄知分校が開校。設置者は駄知町。校舎は駄知小学校の校舎の一部を使用。
- 1958年（昭和28年）3月31日 - 本校の土岐郡中央高等学校が廃校。駄知分校は土岐商業高等学校に引き継がれ、岐阜県立土岐商業高等学校駄知分校に改称する。
- 1955年（昭和30年）2月1日 - 肥田村、泉町、土岐津町、駄知町、下石町、妻木町、鶴里村、曽木村と合併し土岐市が発足。同時に設置者は土岐市に変更される。
- 1960年（昭和35年）3月 - 土岐商業高等学校陶南分校に統合され、廃校。